# Niditinea praeumbrata
Niditinea praeumbrata är en fjärilsart som beskrevs av Edward Meyrick 1919. Niditinea praeumbrata ingår i släktet Niditinea och familjen äkta malar. Inga underarter finns listade i Catalogue of Life.